# Allothereua maculata
Allothereua maculata es una especie de ciempiés encontrada en Australia conocida como el ciempiés doméstico - un nombre que también es utilizado para otras especies de la misma familia en otros lugares del mundo.

## Descripción
El cuerpo del Allothereua maculata está compuesto de 15 segmentos y tiene 15 pares de largas patas. Su cuerpo es marrón con marcas oscuras, y crece hasta alcanzar entre 20 y 25 mm de largo. Tiene un par de antenas en la cabeza y par de apéndices caudales de similar longitud al final de su cola.

## Distribución
Allothereua maculata el ciempiés escutigeromorfo más común del sur de Australia, siendo encontrado desde Australia Occidental hasta Queensland.

## Ecología
Allothereua maculata vive en zonas urbanas y en bosques. Cuando es encontrado en casas, por lo general, es una indicación de humedad y falta de ventilación de las mismas. A. maculata es un depredador de insectos y otros artrópodos, pero por lo general no es considerado peligroso para los humanos.